# جشنواره بین‌المللی فیلم‌های کودکان و نوجوانان
جشنواره فیلم کودکان و نوجوانان که به آن جشنواره فیلم کودک نیز می‌گویند، جشنواره‌ای است سینمایی که از سال ۱۳۶۱ تا کنون طی ۳۶ دوره برگزار شده‌است.جشنواره بین المللی فیلم‌های کودکان و نوجوانان در دهه ۷۰ به اوج خود رسید.

## ساختار
هر ساله داوران این جشنواره، در سه گروه بزرگسالان، نوجوانان و کودکان انتخاب می‌شوند به علاوه تیم خبرنگاران نوجوان که هر ساله از میان نوجوانان مشتاق رسانه انتخاب شده و خبرها را تهیه می‌کنند. ویژگی خاص این جشنواره، توجه فراوان به داوران کودک و نوجوان است.
این جشنواره جشنواره‌ای است سینمایی که از سال ۱۳۶۱ تا سال ۱۳۹۳ در ۲۸ دوره برگزار شده‌است. در ۲۸ دوره برگزاری، ۱۷ دوره در شهر اصفهان، ۶ دوره در شهر تهران، ۴ دوره در شهر همدان و یک دوره در شهر کرمان برگزار شده‌است. جشنوارهٔ کودک در دو بخش داخلی و بین‌الملل برگزار می‌شود. فیلم‌های سینمایی در بخش داخلی، و فیلم‌های انیمیشن در بخش بین‌الملل داوری می‌شوند.
این جشنواره از سال ۱۳۶۹ با تغییر زمان برگزاری از بهمن به آذر، تحت عنوان ششمین دوره جشنواره بین‌المللی فیلم کودک و نوجوان هویتی کاملاً مستقل از جشنواره فیلم فجر یافت. و البته در ۳۴ امین دوره زمان جشنواره از آبان به مهر تغییر یافت.

## فیلم های سینمائی منتخب بین الملل سی و ششمین دوره (۱۴۰۳)
| نام فیلم           | کارگردان           |
| ------------------ | ------------------ |
| ساعت ۲:۱۵ بعدازظهر | سریونگ جونگ        |
| ملودی              | بهروز سبط رسول     |
| برهوت              | منصور وثوقی        |
| پرنده متفاوت       | مانوهارا           |
| انیمیشن برگزیده    | ژانگ شائولیانگ     |
| دزد سگ             | وینکو تومیچیک      |
| پادشاه اِرل         | گوران رادووانوویتس |
| نت‌های ماژور        | اینگرید پوکروپک    |
| دوست وحشی‌ من       | آنا کورباتوا       |
| سه دوست            | نورسن چتین کورکن   |

## برگزیدگان سی و ششمین دوره (۱۴۰۳)
| دبیر جشنواره               | زمان برگزاری            | مکان برگزاری                                                            |
| -------------------------- | ----------------------- | ----------------------------------------------------------------------- |
| مجید زین‌العابدین           | مهر ۱۴۰۳                | پردیس سینمایی چهارباغ، سینما فلسطین (اصفهان)، پردیس سینمایی ساحل اصفهان |
| بخش                        | نام فیلم                | برنده                                                                   |
| بهترین فیلم                | باغ کیانوش              | محمد جواد موحد                                                          |
| بهترین انیمیشن             | ببعی قهرمان             | محمدمهدی مشکوری                                                         |
| بهترین کارگردانی فیلم      | بامبولک                 | آرش معیریان                                                             |
| بهترین کارگردانی پویانمایی | شنگول و منگول           | کیانوش دالوند و فرزاد دالوند                                            |
| بهترین فیلمنامه            | دختر برقی               | حسین قناعت                                                              |
| جایزه ویژه هیئت داوران     | تابستان همان سال (فیلم) | علی اوجی                                                                |
| بهترین فیلم بین‌الملل       | دزد سگ                  | از کشور مکزیک                                                           |